# Punk Goes Pop Volume Two
Punk Goes Pop Volume Two is het achtste album uit de Punk Goes... serie uitgegeven door Fearless Records. Het album bevat covers van populaire popnummers, gespeeld door post-hardcore, metalcore en poppunk bands. Het is uitgegeven op 9 maart 2009 in het Verenigd Koninkrijk, en op 10 maart 2009 in de Verenigde Staten.

## Nummers
1. "What Goes Around... Comes Around" (Justin Timberlake) - Alesana
2. "Apologize" (OneRepublic) - Silverstein
3. "...Baby One More Time" (Britney Spears) - August Burns Red
4. "When I Grow Up" (Pussycat Dolls) - Mayday Parade
5. "Over My Head (Cable Car)" (The Fray) - A Day to Remember
6. "Smooth" (Santana) - Escape the Fate
7. "Ice Box" (Omarion) - There for Tomorrow
8. "Flagpole Sitta" (Harvey Danger) - Chiodos
9. "Beautiful Girls" (Sean Kingston) - Bayside
10. "See You Again" (Miley Cyrus) - Breathe Carolina
11. "Disturbia" (Rihanna) - The Cab
12. "Toxic" (Britney Spears) - A Static Lullaby
13. "Love Song" (Sara Bareilles) - Four Year Strong
14. "I Kissed a Girl" (Katy Perry) - Attack Attack!

Punk Goes Metal ·
Punk Goes Pop ·
Punk Goes Acoustic ·
Punk Goes 80's ·
Punk Goes 90's ·
Punk Goes Acoustic 2 ·
Punk Goes Crunk ·
Punk Goes Pop Volume Two ·
Punk Goes Classic Rock ·
Punk Goes Pop Volume 03. ·
Punk Goes X ·
Punk Goes Pop Volume 4 ·
Punk Goes Pop Volume 5 ·
Punk Goes Christmas ·
Punk Goes 90s Vol. 2 ·
Punk Goes Pop Vol. 6 ·
Punk Goes Pop Vol. 7